# Ratka
Ratka es un municipio del distrito de Lučenec en la región de Banská Bystrica, Eslovaquia, con una población estimada a final del año 2024 de 347 habitantes.
Se encuentra ubicado en el centro-sur de la región, en el valle del río Ipoly —un afluente izquierdo del Danubio— y cerca de la frontera con Hungría.

## Demografía
| Año        | 1994 | 2004    | 2014    | 2024     |
| ---------- | ---- | ------- | ------- | -------- |
| Población  | 337  | 316     | 313     | 347      |
| Diferencia |      | −6,23 % | −0,94 % | +10,86 % |

| Año        | 2023 | 2024    |
| ---------- | ---- | ------- |
| Población  | 345  | 347     |
| Diferencia |      | +0,57 % |